# Anno zero - Guerra nello spazio
Anno zero - Guerra nello spazio è un  film del 1977, diretto da Alfonso Brescia. È una storia di genere fantascientifico che fa parte di una serie di pellicole a basso costo girate da Brescia con lo pseudonimo di Al Bradley.
È da alcuni considerato un remake di Terrore nello spazio del 1965 di Mario Bava.

## Trama
In un futuro remoto, un'astronave terrestre atterra su un pianeta sconosciuto, dopo avere ricevuto dei misteriosi segnali radio. Il pianeta sembra desolato ma ben presto l'equipaggio scopre i resti di un'antica città. I membri della spedizione scoprono gli ultimi sopravvissuti di un popolo che un tempo aveva abitato il pianeta: essi sono oppressi da una malvagia entità che infesta il mondo. Si tratta di una grande macchina, una sorta di robot sofisticato. È costui il responsabile dei misteriosi messaggi captati sulla Terra, usati come espediente per attirare in trappola i visitatori da altri pianeti e renderli schiavi.
Gli abitatori del pianeta per sfuggire a questa minaccia vivono in gallerie. Il gruppo di terrestri riuscirà a liberarli dalla schiavitù distruggendo il robot, ma lo spirito malvagio della macchina riuscirà a trasferire la propria energia e possedere uno dei membri dell'equipaggio per essere portato sulla Terra.

## Produzione
Il film fa parte di un gruppo di cinque pellicole a basso costo realizzate da Alfonso Brescia tra il 1977 e il 1978, riutilizzando quasi per intero gli stessi set e il medesimo cast.
Le scene ambientate sul suolo del pianeta vennero girate all'interno delle grotte di Collepardo.

## Distribuzione
La pellicola è entrata nel pubblico dominio negli Stati Uniti (non in Italia).

## Curiosità
Il regista Alfonso Brescia ha dedicato al tema dello spazio tre pellicole:
- Anno zero - Guerra nello spazio (1977)
- La guerra dei robot (1978)
- Cosmo 2000 - Battaglie negli spazi stellari (1978)

## Accoglienza e critica
Probabilmente, la personalità di Brescia si è rivelata meglio in occasione del fanta-erotico La bestia nello spazio.»
(Fantafilm)